# Cục Tổ chức Trung ương Đảng Cộng sản toàn Liên bang khóa XVII (1934–1939)
Cục Tổ chức Trung ương Đảng Cộng sản toàn Liên bang khóa XVII được bầu tại Hội nghị Trung ương lần thứ nhất của Ban chấp hành Trung ương Đảng Cộng sản toàn Liên bang khóa XVII được tổ chức ngày 10/2/1934.

## Ủy viên chính thức
| Ủy viên chính thức | Ủy viên chính thức             | Ủy viên chính thức | Ủy viên chính thức | Ủy viên chính thức | Ủy viên chính thức                        |
| STT                | Họ tên (sinh-mất)              | Chức vụ            | Chức vụ            | Chức vụ | Ghi chú                                   |
| STT                | Họ tên (sinh-mất)              | Nhiệm kỳ           | Nhiệm kỳ           | Chức vụ kiêm nhiệm | Ghi chú                                   |
| ------------------ | ------------------------------ | ------------------ | ------------------ | --- | ----------------------------------------- |
| 1                  | Yan Gamarnik (1894–1937)       | 10/2/1934          | 31/5/1937          | Ủy viên Trung ương Đảng Cộng sản toàn Liên bang Tổng cục trưởng Tổng cục chính trị quân đội Liên Xô                                                                 | Bị bắt cáo buộc thông đồng với Iona Yakir |
| 2                  | Nikolai Yezhov (1895–1940)     | 10/2/1934          | 3/3/1939           | Ủy viên dự khuyết Bộ Chính trị Đảng Cộng sản toàn Liên bang Bí thư Trung ương Đảng Cộng sản toàn Liên bang Ủy viên Dân ủy Nội vụ Liên Xô                            |                                           |
| 3                  | Andrei Zhdanov (1896–1948)     | 10/2/1934          | 22/3/1939          | Ủy viên dự khuyết Bộ Chính trị Đảng Cộng sản toàn Liên bang Bí thư thứ nhất Tỉnh ủy Gorky                                                                           |                                           |
| 4                  | Lazar Kaganovich (1893–1991)   | 10/2/1934          | 22/3/1939          | Ủy viên Bộ Chính trị Đảng Cộng sản toàn Liên bang Bí thư Trung ương Đảng Cộng sản toàn Liên bang Chủ nhiệm Ban Kiểm tra Trung ương Đảng Cộng sản toàn Liên bang     |                                           |
| 5                  | Sergei Kirov (1886–1934)       | 10/2/1934          | 1/12/1934          | Ủy viên Bộ Chính trị Đảng Cộng sản toàn Liên bang Bí thư Trung ương Đảng Cộng sản toàn Liên bang Bí thư thứ nhất Tỉnh ủy Leningrad                                  | Mất khi đang tại nhiệm                    |
| 6                  | Alexander Kosarev (1903–1939)  | 10/2/1934          | 22/3/1939          | Ủy viên Trung ương Đảng Cộng sản toàn Liên bang Bí thư thứ nhất Trung ương Đoàn Thanh niên Cộng sản Lenin toàn Liên bang                                            |                                           |
| 7                  | Valerian Kuybyshev (1888–1935) | 10/2/1934          | 25/1/1935          | Ủy viên Bộ Chính trị Đảng Cộng sản toàn Liên bang Chủ tịch Ủy ban Kế hoạch Nhà nước Liên Xô                                                                         | Mất khi đang tại nhiệm                    |
| 8                  | Joseph Stalin (1878–1953)      | 10/2/1934          | 22/3/1939          | Ủy viên Bộ Chính trị Đảng Cộng sản toàn Liên bang Bí thư Trung ương Đảng Cộng sản toàn Liên bang Tổng bí thư Trung ương Đảng Cộng sản toàn Liên bang                |                                           |
| 9                  | Aleksei Stetskii (1896–1938)   | 10/2/1934          | 26/4/1938          | Ủy viên Trung ương Đảng Cộng sản toàn Liên bang Trưởng ban Ban Tuyên giáo Văn hóa Trung ương Đảng Cộng sản toàn Liên bang                                           | Bị bắt do cáo buộc phản cách mạng         |
| 10                 | Nikolay Shvernik (1888–1970)   | 10/2/1934          | 22/3/1939          | Ủy viên Trung ương Đảng Cộng sản toàn Liên bang Chủ tịch Hội đồng Trung ương các Công đoàn toàn Liên Xô                                                             |                                           |
| 11                 | Andrey Andreyev (1895–1971)    | 10/3/1935          | 22/3/1939          | Ủy viên Bộ Chính trị Đảng Cộng sản toàn Liên bang Bí thư Trung ương Đảng Cộng sản toàn Liên bang Trưởng ban Ban Công nghiệp Trung ương Đảng Cộng sản toàn Liên bang |                                           |
| 12                 | Lev Mekhlis (1889–1953)        | 14/1/1938          | 22/3/1939          | Ủy viên Trung ương Đảng Cộng sản toàn Liên bang Phó ủy viên Dân ủy Quốc phòng Liên Xô                                                                               |                                           |

## Ủy viên dự khuyết
| Ủy viên dự khuyết | Ủy viên dự khuyết               | Ủy viên dự khuyết | Ủy viên dự khuyết | Ủy viên dự khuyết                                                                           | Ủy viên dự khuyết                 |
| STT               | Họ tên (sinh-mất)               | Chức vụ           | Chức vụ           | Chức vụ                                                                                     | Ghi chú                           |
| STT               | Họ tên (sinh-mất)               | Nhiệm kỳ          | Nhiệm kỳ          | Chức vụ kiêm nhiệm                                                                          | Ghi chú                           |
| ----------------- | ------------------------------- | ----------------- | ----------------- | ------------------------------------------------------------------------------------------- | --------------------------------- |
| 1                 | Mikhail Kaganovich (1888–1941)  | 10/2/1934         | 22/3/1939         | Ủy viên Trung ương Đảng Cộng sản toàn Liên bang Phó ủy viên Dân ủy Công nghiệp nặng Liên Xô |                                   |
| 2                 | Alexander Krinitsky (1894–1937) | 10/2/1934         | 12/10/1937        | Ủy viên Trung ương Đảng Cộng sản toàn Liên bang Phó ủy viên Dân ủy Nông nghiệp Liên Xô      | Bị bắt do cáo buộc phản cách mạng |